# نوفا فينيسيا
نوفا فينيسيا هي بلدية برازيلية في ولاية إسبيريتو سانتو. بلغ عدد سكانها 80.985 (2014)، ومساحتها 1،448 كيلومتر مربع. عاصمة البلدية هي في 18°42′39″S 40°24′03″W / 18.71083°S 40.40083°W، على ارتفاع 65 مترا فوق مستوى سطح البحر.

## أعلام
- ريتشارليسون
- جوسي